# 사커볼
사커볼(Soccer Bowl)은 미국 프로축구 북미 사커 리그의 최종 우승팀을 가리는 챔피언결정전이다.
- 사커볼 (1967년): 1968년부터 1984년까지 운영되었던 북미 사커 리그의 챔피언결정전
- 사커볼 (1950년)(영어판): 1950년부터 1952년까지 운영되었던 챔피언결정전
- 사커볼 (2011년): 2011년부터 2017년까지 운영되었던 북미 사커 리그의 챔피언결정전

## 같이 보기
- 제목에 "사커볼" 항목을 포함한 모든 문서

| Disambiguation icon | 이 문서는 명칭이 같고 같은 종류에 속하는 여러 대상을 연결하는 색인 문서입니다. |